# Argjendora
Argjendora  är ett kvinnonamn med albanskt ursprung. Det har betydelsen silverhand, från de två albanska orden argjend och dorë. Det fanns år 2014 inga personer som hade Argjendora som förnamn i Sverige.